# Fondation Melissa
La Fondation Melissa (en latin : Fundatio Melissa) est une fondation établie en Belgique dont le but est l'apprentissage du latin vivant.
La fondation est créée en 1986 par le médecin radiologue Guy Licoppe (latin : Gaius Licoppe).
Un périodique du même nom, Melissa, paraissant six fois par an, est édité sous les auspices du Musée de la Maison d'Érasme. Des cours de latin de deux niveaux sont dispensés dans cet établissement.